# ناصر مفتاح
ناصر مفتاح لاعب كرة قدم قطري، ولد في (7 أغسطس 1995) ، لعب سابقاً لصالح نادي الوكرة .

## روابط خارجية
- ناصر مفتاح على موقع Soccerway.com (الإنجليزية)